# Hybocamenta flabellata
Hybocamenta flabellata är en skalbaggsart som beskrevs av Louis Burgeon 1945. Hybocamenta flabellata ingår i släktet Hybocamenta och familjen Melolonthidae. Inga underarter finns listade i Catalogue of Life.